# Kieler Fußball-Bund
Der Kieler Fußball-Bund (KFB) war ein lokaler Fußballverband in Kiel, der 1904 gegründet wurde und sich wahrscheinlich schon 1905 wieder auflöste.

## Geschichte
Der KFB wurde am 27. Oktober 1904 durch den Kieler SC 1899, FC Holsatia 1903 Kiel, SC Concordia 1903 Gaarden und FC Borussia 1903 Gaarden gegründet. Alle vier Vereine waren unmittelbar davor wegen rückständiger Beitragszahlungen aus dem Verband Kieler Ballspielvereine (VKB) ausgeschlossen worden. Aus Protest gegen den Ausschluss trat auch der FC Kilia Kiel aus dem VKB aus und schloss sich dem neuen Verband an.
Der Deutsche Fußball-Bund untersagte die Gründung des Verbandes und sprach am 7. November 1904 ein Spielverbot seiner Mitgliedsvereine gegen die fünf Rebellen aus. Es wurden keine Meisterschaftsspiele durchgeführt. Für den 19. Januar 1905 ist ein ordentlicher Bundestag dokumentiert. Vorsitzender des KFB war Freiherr von Moltke.
Kilia kehrte im Januar 1905, Holsatia im November 1905 und der Kieler SC im Mai 1906 wieder in den VKB zurück. Wann der Kieler Fußball-Bund sich auflöste ist nicht überliefert, möglicherweise erst nach der Gründung des Norddeutschen Fußball-Verbandes (NFV) am 15. April 1905.